# Home (chanson de Phillip Phillips)
Pour les articles homonymes, voir Home.
Home est le premier single du gagnant de la 11e saison d'American Idol, Phillip Phillips. La chanson a été écrite par Drew Pearson et Greg Holden, produite par Drew Pearson. Elle est présente sur l'album The World from the Side of the Moon (en).
Début août 2012, elle est numéro un des téléchargements de titres aux États-Unis.

## Jeux Olympiques
La chanson a été utilisée lors de la diffusion des Jeux olympiques d'été de 2012 sur la chaîne américaine NBC pour introduire les épreuves de gymnastique féminine.

## Classement et certifications
| Chart (2012)                   | Peak position |
| ------------------------------ | ------------- |
| Canada (Canadian Hot 100)      | 9             |
| US Billboard Hot 100           | 9             |
| US Adult Pop Songs (Billboard) | 20            |

### Certifications
| Pays       | Certifications |
| ---------- | -------------- |
| États-Unis | Gold           |